# Centre de géopolitique de l'énergie et des matières premières
Le Centre de géopolitique de l'énergie et des matières premières (CGEMP) est un centre universitaire français dirigé par le professeur Patrice Geoffron, qui a succédé en 2010 au professeur Jean-Marie Chevalier.
Il a été fondé en 1982 au sein de l'université Paris Dauphine à l’initiative d'André Giraud (X1944), ancien ministre de l'Industrie et fondateur du Département d'économétrie de l'École Polytechnique.
L'équipe du CGEMP fait partie du Laboratoire d'économie de Dauphine (LEDa), centre qui défère l'ensemble des chercheurs en économie de l'université Paris-Dauphine.